# 石獅市
石獅市（せきし-し）は中華人民共和国福建省に位置する省直轄の県級市であり、しばらくの間、泉州市の代理管轄下に置かれている。同市には福建省最大の漁港である祥芝港がある。
石獅市は、中国における大規模アパレル国際調達拠点のひとつとして、近年高い経済力持つ都市として成長した。繊維業やアパレル業、製靴業のブランド企業、製造工場、卸・小売店が集積していて、「服と靴の都」と呼ばれている。

## 歴史
隋代に風穴があったことより鳳里と称されるようになった。後に鳳里庵が築かれた際に石亭と石獅が対をなして設けられたことにより石獅亭と称されるようになり、やがてそれがこの地域の地名へと発展していった。
1942年に晋江県内に石獅鎮が設置された。1987年12月17日に石獅・蚶江・永寧の3鎮及び祥芝郷を分離し石獅市が設置された。

## 行政区画
下部に2街道、7鎮管轄する
- 街道
  - 湖浜街道、鳳里街道
- 鎮
  - 霊秀鎮、宝蓋鎮、蚶江鎮、祥芝鎮、鴻山鎮、錦尚鎮、永寧鎮

## 交通

### 道路
- 高速道路
  -  福廈高速道路（中国語版）
- 国道
  - G228国道